# Jämsänkoski
Jämsänkoski è stata una città finlandese di 7 490 abitanti, situata nella regione della Finlandia Centrale. Il comune è stato soppresso nel 2009 ed è ora compreso nella città di Jämsä